# Kościół św. Doroty w Rogowie
Kościół Świętej Doroty w Rogowie – rzymskokatolicki kościół parafialny znajdujący się we wsi Rogowo, w powiecie żnińskim, w województwie kujawsko-pomorskim. Mieści się przy ulicy Kościelnej.
Jest to budowla wybudowana w latach 1828–1831, konsekrowana w 1906. Budowę murowanej świątyni prowadził Józef Korytowski, dziedzic wsi Rogówko. W 1869 kościół otrzymał obecne wezwanie świętej Doroty (wcześniej był pod wezwaniem św. Michała Archanioła). Nosi cechy stylów: klasycystycznego i neogotyckiego. Posiada dwie wieże. Wewnątrz znajdują się manierystyczne elementy wyposażenia z 1 połowy XVII wiek: ołtarz główny, prawy ołtarz boczny i chrzcielnica oraz lewy ołtarz boczny barokowy z około 1700 roku i polichromia Władysława Drapiewskiego z 1948 roku.
30 marca 2014 w kościele wybuchł pożar, w wyniku którego spaleniu uległy hełmy wież oraz kryty dachówką dach o konstrukcji drewnianej. Ogień nie dotarł do wnętrza kościoła, ale zostało ono zalane wodą użytą do gaszenia. Kościół został szybko odbudowany po pożarze. 14 grudnia 2014 r. powrócono do odprawiania Mszy Świętej w tym miejscu, zaś w Uroczystość Bożego Narodzenia prymas Polski abp Wojciech Polak poświęcił odnowioną świątynię.